# Grzegorz Piotrowski (oficer SB)
Grzegorz Sławomir Piotrowski (ur. 3 maja 1951 w Łodzi) – oficer Służby Bezpieczeństwa w stopniu kapitana, po zabójstwie księdza Jerzego Popiełuszki uznany przez sąd za winnego zabójstwa i skazany na 25 lat pozbawienia wolności i degradację.

## Życiorys

### Rodzina, młodość
Syn Władysława i Ireny z d. Chojnacka, pochodził z rodziny inteligenckiej. Jego matka urodziła się w 1923 r.,b yła inżynierem chemikiem i wyszła po raz trzeci za mąż. Grzegorz Piotrowski ma (lub miał) jeszcze starszego o pięć lat brata. Irena Piotrowska pracowała pod koniec swego życia w Zespole Szkół Zawodowych nr 3 przy ul. Żeromskiego w Łodzi, na stanowisku nauczycielki. Działała w łódzkich strukturach PZPR, a także w Związku Nauczycielstwa Polskiego. W okresie jej choroby syn Grzegorz zbliżył się do Kościoła i modlił się o jej wyzdrowienie. Jego matka zmarła w wieku 50 lat w 1973 r.. 
Jego ojciec Grzegorz – Władysław Piotrowski urodził się w roku 1918 jako Władysław Ryszard Pietruszka i miał wykształcenie średnie. W 1946 r. zmienił swoje nazwisko na Piotrowski. Poślubił Irenę Chojnacką. W kolejnych latach pracował w Spółdzielni Sztuki i Przemysłu Ludowego w Łodzi, a następnie w Łódzkich Zakładach Chemicznych. Piotrowskiego wychowywała jego matka Iwona Piotrowska, dwa lata po przyjściu na świat Grzegorza, tj. w 1953 r., jego rodzice wzięli rozwód. Piotrowski ukończył jedną z łódzkich szkół podstawowych, po czym kontynuował naukę w XXIX Liceum Ogólnokształcącym w Łodzi. 

### Uniwersytet Łódzki, Liceum Ekonomiczne, SOR, LO
W 1968 r. po zdaniu matury złożył podanie o przyjęcie na studia na Wydział Elektryczny Uniwersytetu Łódzkiego, na kierunek elektrotechnika przemysłu. W 1968 r. nie został przyjęty i podjął pracę w Fabryce Transformatorów i Aparatury Trakcyjnej im. Bojowników PPR „Elta”. W roku 1969 ponownie zdawał na UŁ i został przyjęty na Wydział Matematyki, Fizyki i Chemii. Piotrowski jako student UŁ ukończył studium wojskowe. Rekreacyjnie uprawiał koszykówkę, posiadacz karty pływackiej i żeglarskiej. 
W roku 1973, przed ukończeniem UŁ znalazł pracę w ówczesnym Liceum Ekonomicznym nr 1 przy ul. Astronautów w Łodzi jako nauczyciel matematyki. W tym samym roku zmarła jego matka Irena. We wrześniu 1973 r. ukończył studia magisterskie na Uniwersytecie Łódzkim ze specjalizacją matematyki ogólnej z wynikiem dobrym na podstawie pracy magisterskiej pt. „Wielomiany nad dowolnym pierścieniem”, która została oceniona przez promotora na ocenę dobrą, a przez recenzenta na ocenę dostateczną plus. Z wykształcenia matematyk. W 1974 r. został skierowany do Szkoły Oficerów Rezerwy przy Wyższej Szkole Oficerskiej Wojsk Rakietowych i Artylerii im. gen. Józefa Bema w Toruniu i po jej ukończeniu odbył tzw. praktykę dowódczą na stanowisku oficerskim, dowódcy plutonu w 5 batalionie zaopatrzenia w Gubinie. 
W grudniu 1974 r. otrzymał awans na stopień podporucznika i został zakwalifikowany do wojskowej rezerwy personalnej. Jego dowódca w Gubinie wskazał w opinii: „żołnierz mało zdyscyplinowany, mało ambitny i mało sumienny. Samowolnie oddalał się od miejsca służby przed jej zakończeniem, nie dbał o powierzony mu sprzęt, a także spowodował wypadek samochodowy”. W grudniu 1974 r. po ukończeniu SOR wrócił na stanowisko nauczycielskie w łódzkim LO nr 1, gdzie pracował przez kilka miesięcy, tj. do września 1975 r.. Od marca do listopada 1975 r. przebywał na II Telewizyjnym Kursie Informatyki (III stopnia), organizowanym przez Ośrodek Badawczo-Rozwojowy Informatyki w Warszawie.

### Służba w organach bezpieczeństwa
16 września 1975 r. rozpoczął pracę w Wydziale IV KW MO w Łodzi zajmując się walką z kościołem katolickim na terenie ówczesnego województwa łódzkiego. Piotrowskiego do pracy w organach bezpieczeństwa namówił jego teść – Jan Pietrzak, który w latach 1948–1972 był pracownikiem KM MO w Łodzi. W roku 1977 wstąpił w szeregi PZPR. W maju 1977 został wyznaczony do operacyjnego zabezpieczenia pielgrzymki na Jasną Górę, którą zorganizowało łódzkie duszpasterstwo akademickie. W okresie od października 1977 do czerwca 1978 r. odbył studia podyplomowe w Akademii Spraw Wewnętrznych w Warszawie. W sierpniu 1979 r. złożył podanie do komendanta wojewódzkiego MO w Łodzi o zgodę na rozpoczęcie nauki na Wieczorowym Uniwersytecie Marksizmu-Leninizmu. Wniosek został zaopiniowany pozytywnie. 

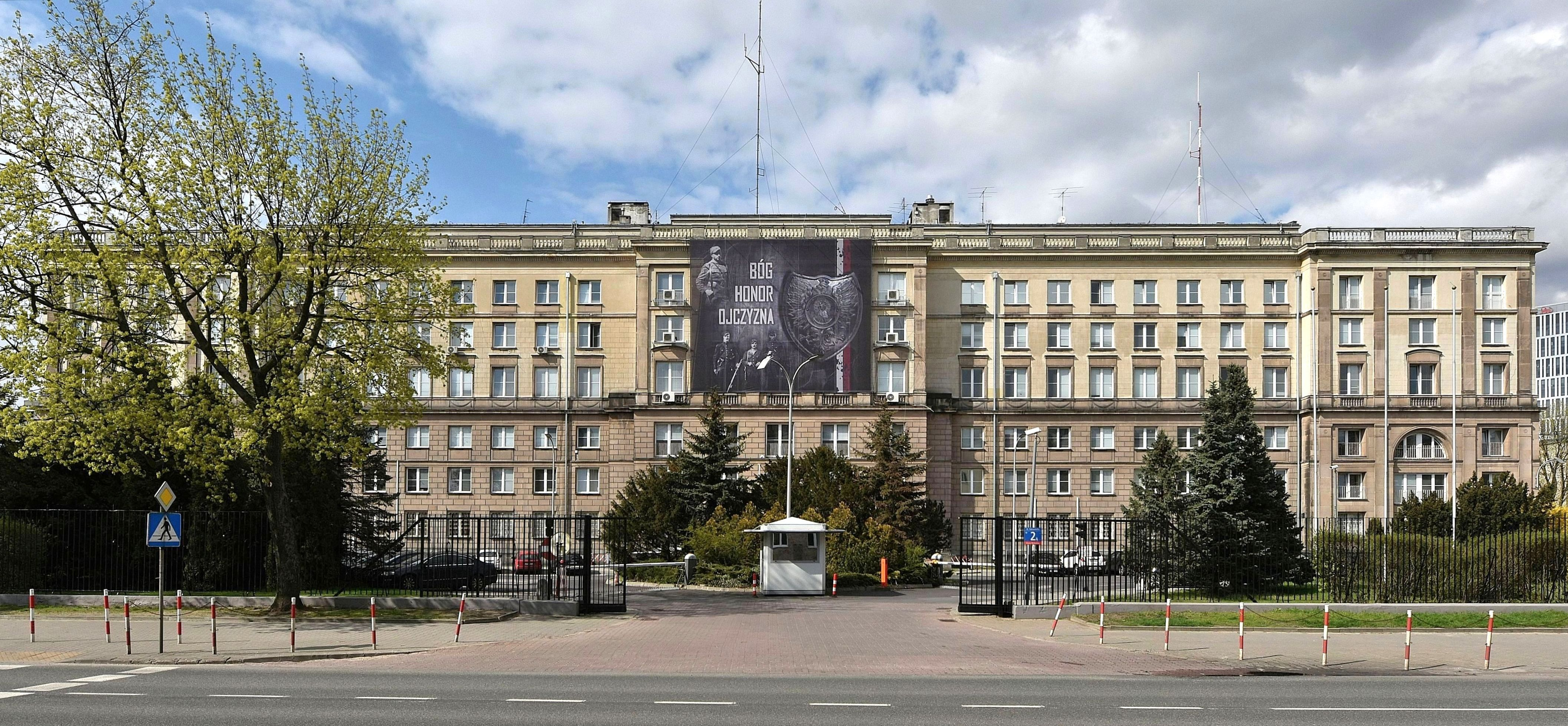
W latach 1981–1984 był w Departamencie IV MSW (Zdj. z 2017)

1 kwietnia 1981 r. został służbowo przeniesiony do Departamentu IV MSW w Warszawie, na stanowisko zastępcy naczelnika Wydziału I. Inicjatorem jego awansu był
ówczesny dyrektor Departamentu IV Konrad Straszewski. Piotrowski zajmował się zwalczaniem kościoła katolickiego oraz związków wyznaniowych w Polsce. Funkcję tę pełnił przez rok. Jego pracę ocenił wówczas płk Zenon Płatek, ówczesny dyrektor Departamentu IV MSW, pisał o kpt. Piotrowskim: „Posiada dużą umiejętność w podejmowaniu trafnych decyzji, uwzględniających aktualną sytuację polityczną. Właściwie kieruje podległymi pracownikami. Jest dobrym organizatorem i inicjatorem licznych koncepcji pracy operacyjnej. Cechuje go wnikliwość, dociekliwość i upór w działaniu. Posiada umiejętność łatwego analitycznego myślenia i wnioskowania oraz precyzyjnego wyrażania myśli. Jego postawa i zaangażowanie stawiają go w rzędzie wzorowych pracowników szczebla kierowniczego”. 
Od grudnia 1982 r. do lutego 1983 r. był na stanowisku naczelnika grupy „D” IV Departamentu MSW, zajmującego się działalnością przeciw Kościołowi katolickiemu w Polsce, w stopniu kapitana SB. Według zachowanej dokumentacji wyjazdów IV Departamentu MSW, Piotrowski wielokrotnie uczestniczył w spotkaniach z wydziałem do spraw dywersji i walki ideologicznej KGB w latach 1971–1982. W roku 1982 o jego pracy Adam Pietruszka m.in. napisał: Przejawia wiele inicjatywy, szuka nowych sposobów rozwiązań problemów operacyjnych. Niekiedy reaguje zbyt impulsywnie, angażując się osobiście w działania zlecane pracownikom. Dobry organizator. Zdyscyplinowany i koleżeński. Na przełomie lat 1982 i 1983, będąc na stanowisku naczelnika Wydziału VI Departamentu IV MSW, zorganizował prowokację wymierzoną w Jana Pawła II. Prowokacja nie powiodła się, gdyż będąc pod wpływem alkoholu, Piotrowski prowadząc służbowego fiata mirafiori, spowodował wypadek uderzając w betonowy słup pod hotelem „Holiday Inn” w centrum Krakowa. 
W styczniu 1983 r. wraz z trzema innymi funkcjonariuszami SB porwał i poparzył żrącym płynem Janusza Krupskiego. W lutym 1983 r. Piotrowski został odwołany ze stanowiska naczelnika Wydziału VI. W sierpniu 1983 r. Piotrowski potrącił śmiertelnie mieszkankę Warszawy (Marianna Kosińska), był to nieszczęśliwy zbieg okoliczności. Kobieta zmarła, choć udzielił jej pomocy i zawiózł do szpitala Czerniakowskiego przy ul. Stępińskiej w Warszawie. Rozpoczęto wobec niego dochodzenie, które po kilku miesiącach zostało umorzone. Kapitan Piotrowski po tym wydarzeniu powrócił do Wydziału I Departamentu IV MSW na stanowisko naczelnika, tam też pracował do 19 października 1984 r.. W lutym 1984 r. prokuratura dopuściła Piotrowskiego do oględzin zwłok działacza rolniczej „Solidarności” Piotra Bartoszcze, jednocześnie nie dopuściła przedstawiciela rodziny. 

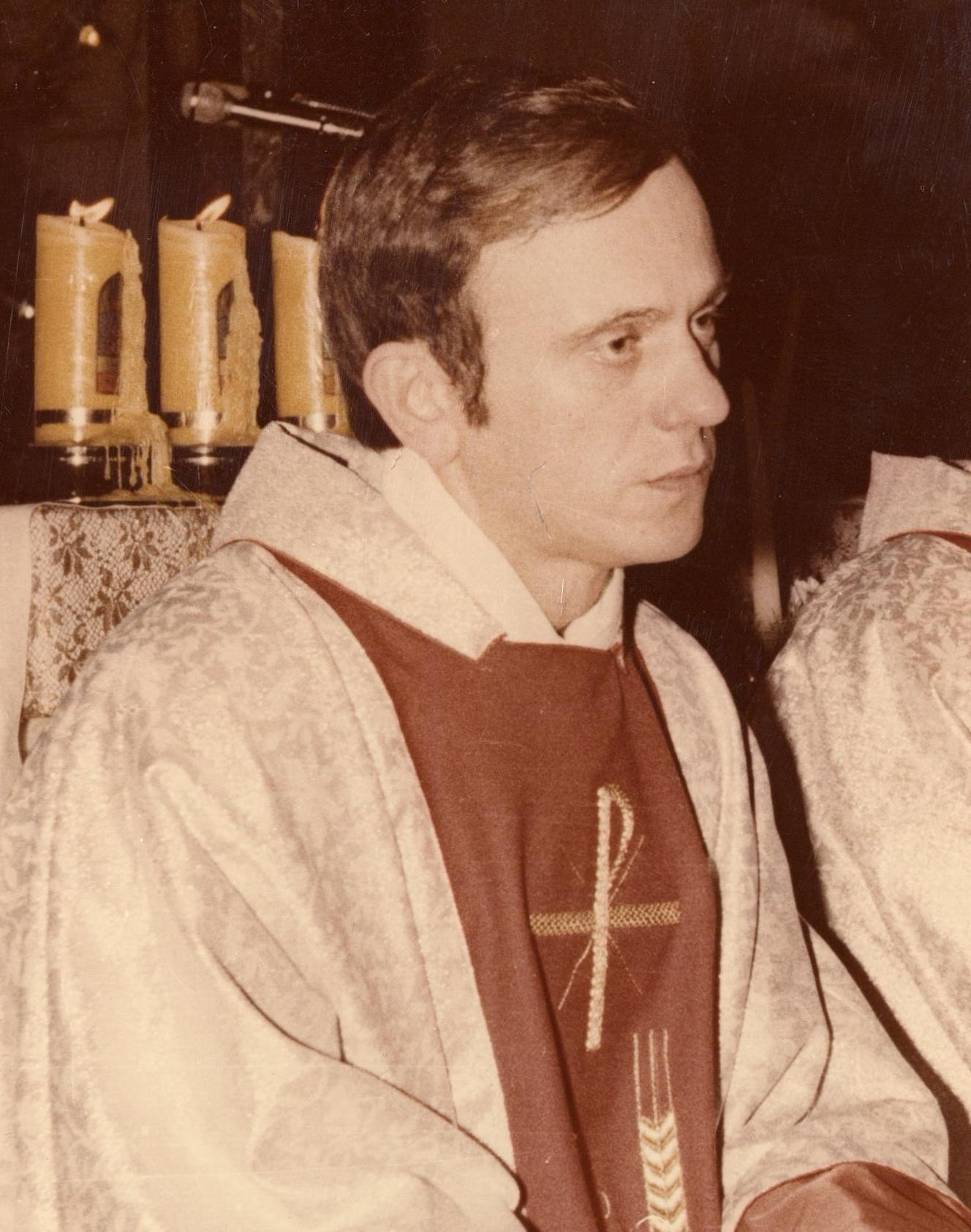
Ks. Jerzy Popiełuszko

13 października 1984 r. kpt. Piotrowski z dwoma funkcjonariuszami podjął próbę zamachu na księdza Jerzego Popiełuszkę, gdzie na szosie Ostróda - Olsztynek zamierzał rzucić w przednią szybę auta kapłana kamieniem, ale kierowca księdza Waldemar Chrostowski manewrem auta ominął Piotrowskiego. Z inspiracji bezpośredniego przełożonego, Adama Pietruszki, razem z dwoma innymi funkcjonariuszami SB – Waldemarem Chmielewskim i Leszkiem Pękalą, dokonał 19 października 1984 r. porwania i zabójstwa księdza Jerzego Popiełuszki, w którym odegrał główną rolę. Piotrowski z dwoma funkcjonariuszami SB porwał z ks. Popiełuszką jego kierowcę Waldemara Chrostowskiego, któremu udało się wyskoczyć z jadącego samochodu.
23 października 1984 r. we wtorek rano kpt. Grzegorz Piotrowski został zatrzymany w gabinecie Ministra Spraw Wewnętrznych gen. dyw. Czesława Kiszczaka, a 25 października 1984 r. zastosowano tymczasowy areszt, przebywał w Areszcie Śledczym w Warszawie-Mokotowie (pawilon III aresztu na Mokotowie, który był do stałej dyspozycji biura śledczego), ul. Rakowiecka 37. 31 października 1984 r. zwolniony dyscyplinarnie ze służby w Służbie Bezpieczeństwa PRL, zdegradowany do stopnia szeregowego i wraz z wydaleniem ze służby usunięto go z PZPR. Grzegorz Piotrowski służył w organach represji PRL 9 lat.

### Śledztwo, wyrok Sądu Wojewódzkiego, amnestia
Śledztwo poprzedzające proces toruński trwało 51 dni. Rozprawa rozpoczęła się 27 grudnia 1984 r. i trwała do 7 lutego 1985 r..  Wyrokiem Sądu Wojewódzkiego w Toruniu z 7 lutego 1985 r. został skazany za zabójstwo księdza Popiełuszki na karę 25 lat pozbawienia wolności (prokurator domagał się uznania Grzegorza Piotrowskiego winnym i wymierzenia mu kary śmierci, a ponadto pozbawienia prawa publicznych na zawsze). Od wyroku Sądu Wojewódzkiego w Toruniu obrońca oskarżonego Piotrowskiego wniósł rewizję. Wyrok skazujący Piotrowskiego i pozostałych sprawców zbrodni uprawomocnił się 22 kwietnia 1985 r.. Sąd Najwyższy zgodził się ze stanowiskiem Sądu Wojewódzkiego, który wskazał, że zamiar, jak i decyzja pozbawienia życia ks. Popiełuszki zapadły w chwili, kiedy żaden ze sprawców przed wrzuceniem do wody nie sprawdził, czy on jeszcze żyje. 17 grudnia 1987 r. w drodze amnestii, karę zmniejszono mu do 15 lat pozbawienia wolności co wzbudziło niezadowolenie opinii publicznej. Profesor nauk prawnych, karnistka Krystyna Daszkiewicz wskazała na naruszenie litery prawa przy łagodzeniu kary oskarżonemu.

### Odbywanie kary
Piotrowski karę odbywał w kilkunastu więzieniach (m.in. Areszt Śledczy w Warszawie-Mokotowie, Zakład Karny w Sieradzu). W latach 90. sądy odmawiały mu wyjścia na warunkowe przedterminowe zwolnienie. W 1994 r. Wydział Penitencjarny Sądu Wojewódzkiego w Lublinie ze względu na złą sytuację materialną jego rodziny zezwolił na przedterminowe opuszczenie zakładu karnego (w okresie tym pomagał żonie prowadzić agencję turystyczną oraz pod zmienionym nazwiskiem udzielał korepetycji z matematyki), po czym po kilku miesiącach, w 1995 r. (po uznaniu przez SN rewizji nadzwyczajnej ministra sprawiedliwości Włodzimierza Cimoszewicza), sąd zdecydował, że ma wrócić do więzienia. Został skierowany do zakładu karnego w Opolu, gdzie przebywał do zakończenia kary. 
Odbywanie kary zakończył 16 sierpnia 2001 r. Przekonany o swojej niewinności, aż 19 razy występował o przedterminowe zwolnienie. Piotrowski odsiedział (z przerwami na przepustki) 10 lat. 4 października 2002 r. został kolejny raz skazany przez Sąd Rejonowy w Łodzi na 8 miesięcy pozbawienia wolności (zmienione w 2003 r. przez Sąd Okręgowy w Łodzi na karę grzywny), za znieważanie sądów i sędziów w wywiadzie telewizyjnym udzielonym przy okazji konferencji promującej antyklerykalny tygodnik „Fakty i Mity” w 2000 r.. W wywiadzie tym stwierdził: Sędziowie robią z siebie klaunów, balansując na granicy śmieszności. 
Piotrowski w więzieniu udzielił wywiadu rzeki Tadeuszowi Fredro-Bonieckiemu. Na jego podstawie ukazała się publikacja pod tytułem „Zwycięstwo księdza Jerzego” w której żałował tego, co zrobił: „Wstydzę się i znaczy to dla mnie więcej niż żal. Proszę o ufność w czystość intencji kierujących dzisiaj moją ręką”. W 2000 r. udzielił wywiadu dziennikarzom TVP3 Łódź, gdzie wskazał, że śmierć księdza Jerzego Popiełuszki była przypadkowa, bo „został niefortunnie skrępowany i sam się zadusił” co było sprzeczne z tym co powiedział w wywiadzie rzeka, w którym Piotrowski żałował zabicia księdza.

### Lata 2001–2025

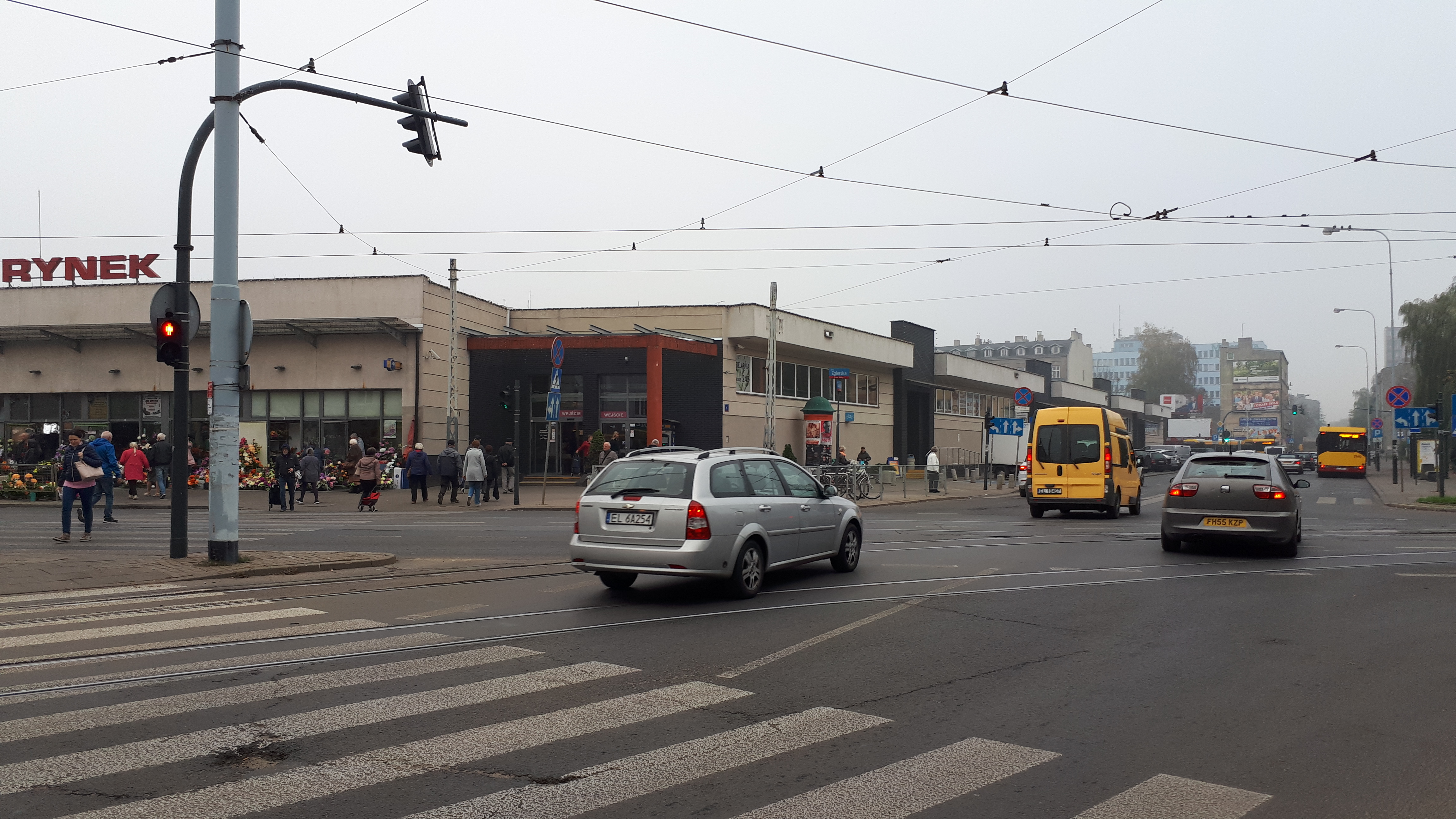
Były funkcjonariusz SB mieszka obecnie w Łodzi w dzielnicy Bałuty o zmienionym nazwisku

Po wyjściu z więzienia Piotrowskiemu przypisywano współpracę z tygodnikiem „Fakty i Mity”, gdzie miał publikować teksty pod pseudonimem Sławomir Janisz. W roku 2005, występując pod tym nazwiskiem, został rozpoznany przez brata zamordowanego w 2003 Krzysztofa Gotowskiego. W późniejszym czasie miał posługiwać się pseudonimami Dominika Nagel i Anna Tarczyńska. Roman Kotliński na łamach tygodnika stwierdził, że nigdy nie zatrudniał Piotrowskiego. W 2011 roku dziennik „Rzeczpospolita” stwierdził, że Piotrowski pisze dla tygodnika „Fakty i Mity” pod pseudonimami Anna Tarczyńska i Dominika Nagel, ale pieniądze za tę pracę trafiają na konto jego żony Janiny P. Redaktor naczelny „Faktów i Mitów” zarzucił autorowi artykułu kłamstwo i zapowiadał wytoczenie procesu, co jednak nie nastąpiło. Grzegorz Piotrowski pobiera emeryturę z ZUS i w związku z tym nie są zastosowane do niego przepisy objęte ustawą dezubekizacyjną, bo ta ustawa dotyczy osób, które są objęte zaopatrzeniem emerytalnym realizowanym przez Zakład Emerytalno-Rentowy MSWiA. Dzisiaj były funkcjonariusz Służby Bezpieczeństwa PRL Grzegorz Piotrowski ma 74 lata, mieszka w łódzkiej dzielnicy Bałuty pod panieńskim nazwiskiem żony.

## Awanse
Przebieg awansów:
- podporucznik (SOR) – 1974
- porucznik – 1978
- kapitan – 1982
- szeregowy (degradacja) – 1984

## Ordery i odznaczenia
- Srebrny Krzyż Zasługi[65]

## Przebieg służby
Pełny przebieg  służby Grzegorza Piotrowskiego:
| Lp | Nazwa jednostki | Nazwa komórki              | Stanowisko          | Data rozpoczęcia |
| -- | --------------- | -------------------------- | ------------------- | ---------------- |
| 1  | KM MO Łódź      | Wydział IV                 | inspektor           | 16.09.1975       |
| 2  | KW MO Łódź      | Wydział IV                 | starszy inspektor   | 1.11.1976        |
| 3  | KW MO Łódź      | Wydział IV                 | kierownik sekcji    | 1.07.1978        |
| 4  | KW MO Łódź      | Wydział IV                 | zastępca Naczelnika | 1.11.1979        |
| 5  | MSW Warszawa    | Departament IV, Wydział I  | zastępca Naczelnika | 1.04.1981        |
| 6  | MSW Warszawa    | Departament IV, Wydział VI | Naczelnik           | 1.09.1982        |
| 7  | MSW Warszawa    | Departament IV, Wydział I  | Naczelnik           | 15.02.1983       |

## Życie prywatne
W październiku 1975 r. zawarł związek małżeński (kościelny ślub) z urodzoną w roku 1953 absolwentką Zespołu Szkół Włókienniczych w Łodzi — Janiną Pietrzak, z którego to związku urodziło się dwoje dzieci: starsza córka Dominika oraz młodszy syn Grzegorz. Żona Grzegorza Piotrowskiego podjęła pracę 1 września 1982 r. w Wydziale Paszportów KS MO w Warszawie na stanowisku referenta. 6 listopada 1984 r. została zwolniona z pracy w Wydziale Paszportów Ministerstwa Spraw Wewnętrznych i pod zmienionym nazwiskiem mieszka dziś w Łodzi, po transformacji ustrojowej założyła małe przedsiębiorstwo zajmujące się usługami turystycznymi. Grzegorz Piotrowski pracował w firmie handlowej kolegi eksport-import, dorabiał także udzielając korepetycji. Mieszka z żoną Janiną w dzielnicy Bałuty w Łodzi o zmienionym nazwisku.

## Z perspektywy lat

### Hipotezy, niejasności, kontrowersje

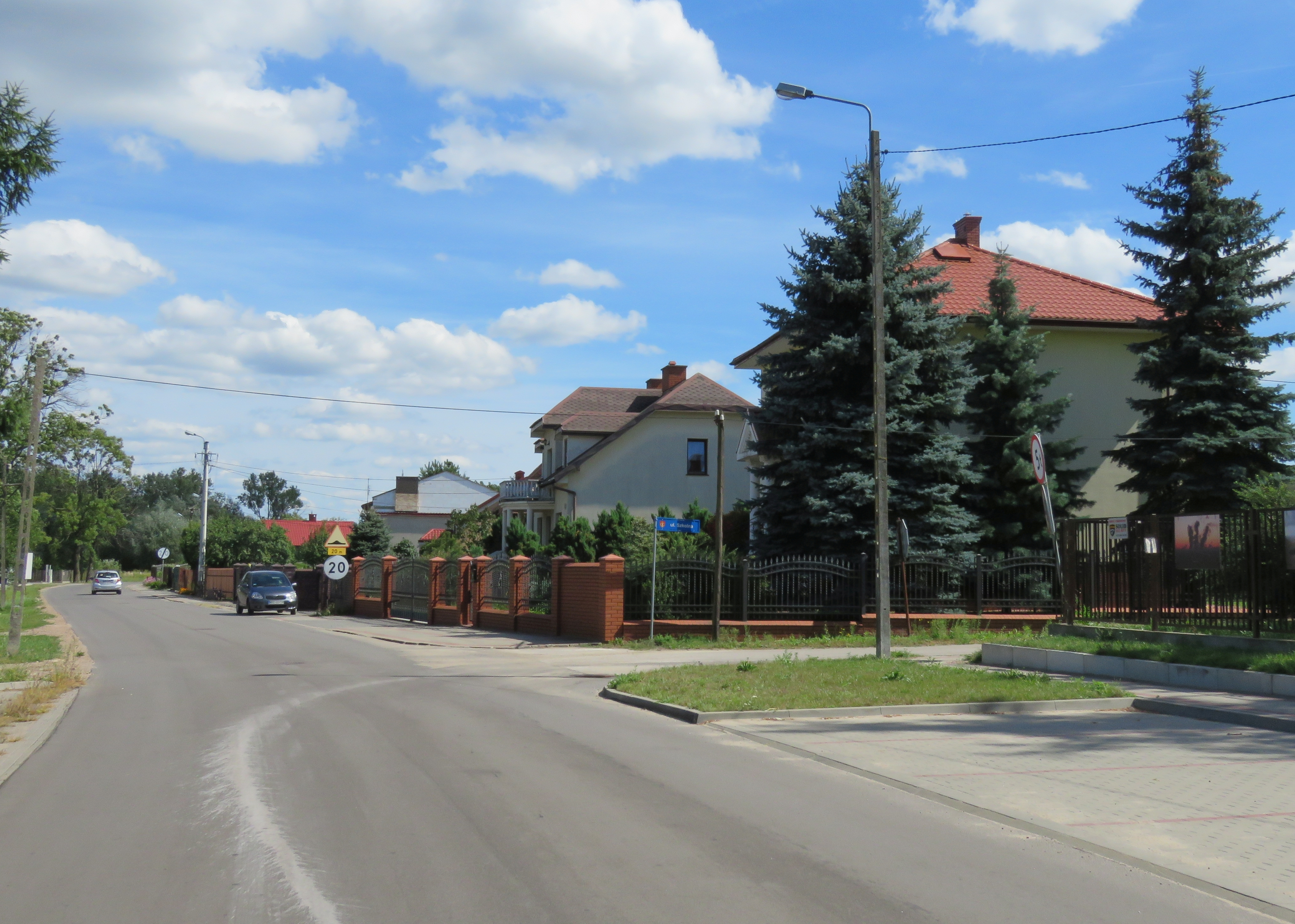
Prokurator Witkowski wskazuje z dużym prawdopodobieństwem, że w rejonie Kazunia był przetrzymywany i torturowany ks.Jerzy Popiełuszko

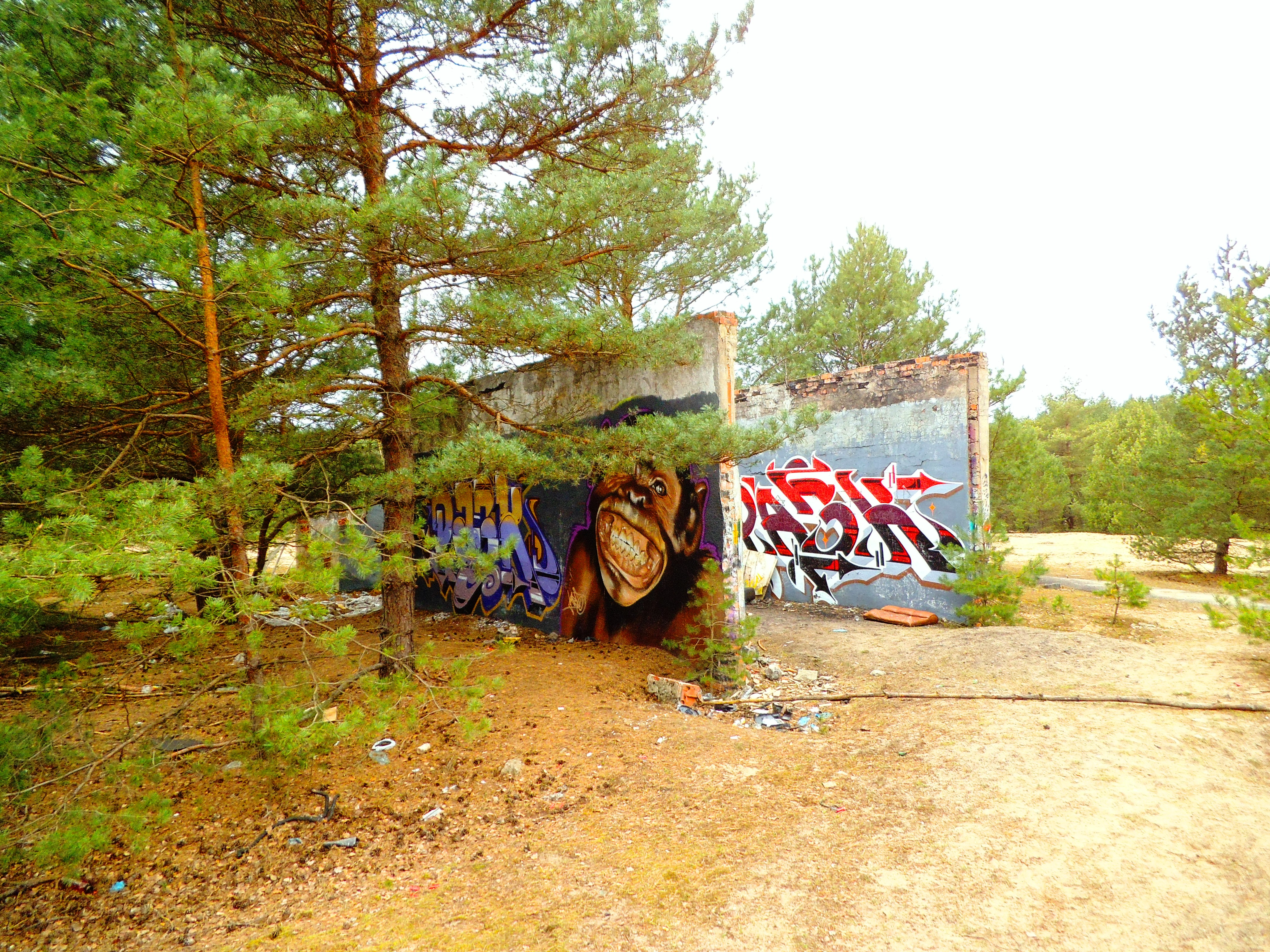
Hipoteza przetrzymywania ks. Popiełuszko w bazie jednostek Armii Radzieckiej w Toruniu (Zdj. fragment pozostałości po 902 samodzielnym batalionie pontonowym i 899 składnicy amunicji i uzbrojenia lotniczego)

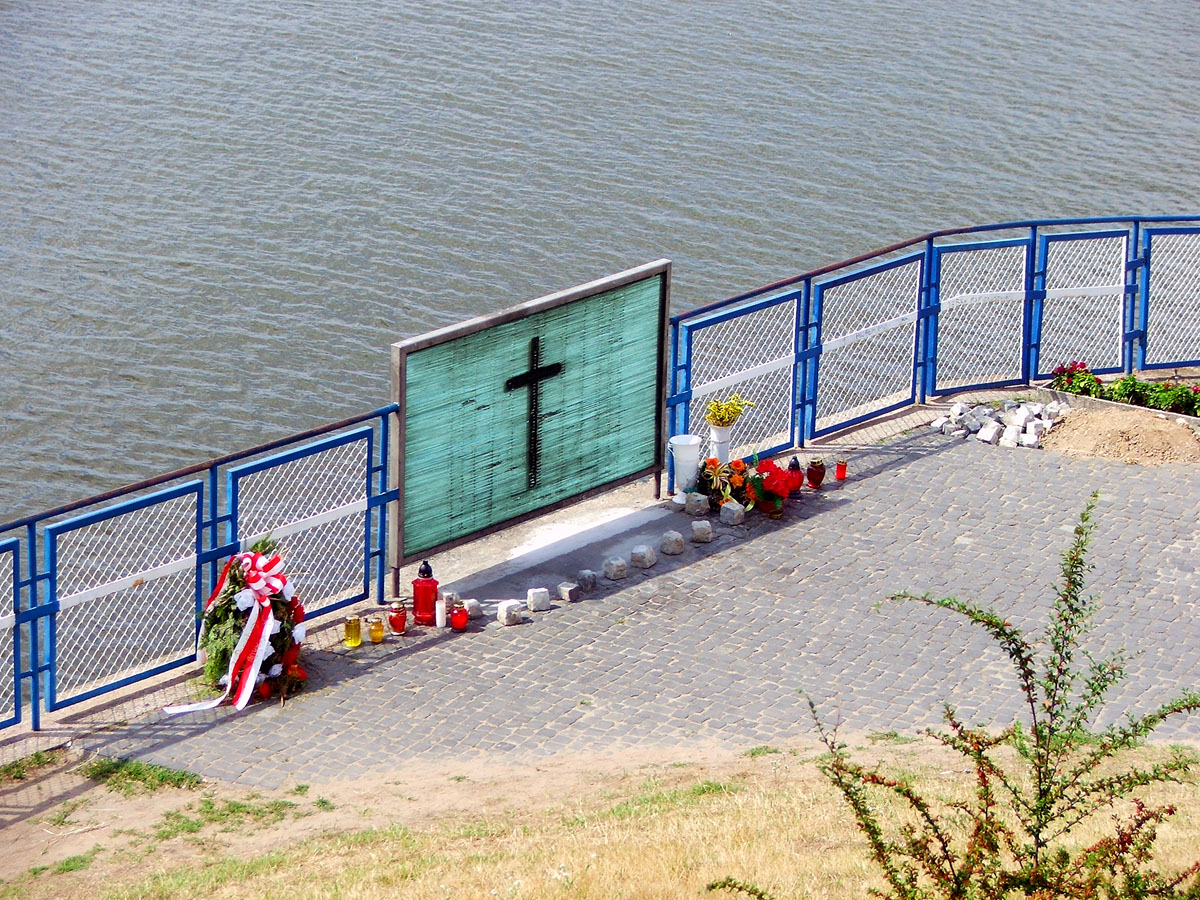
Tama we Włocławku, miejsce pamięci o ks. Popiełuszce, został zrzucony do Wisły z poziomu jezdni

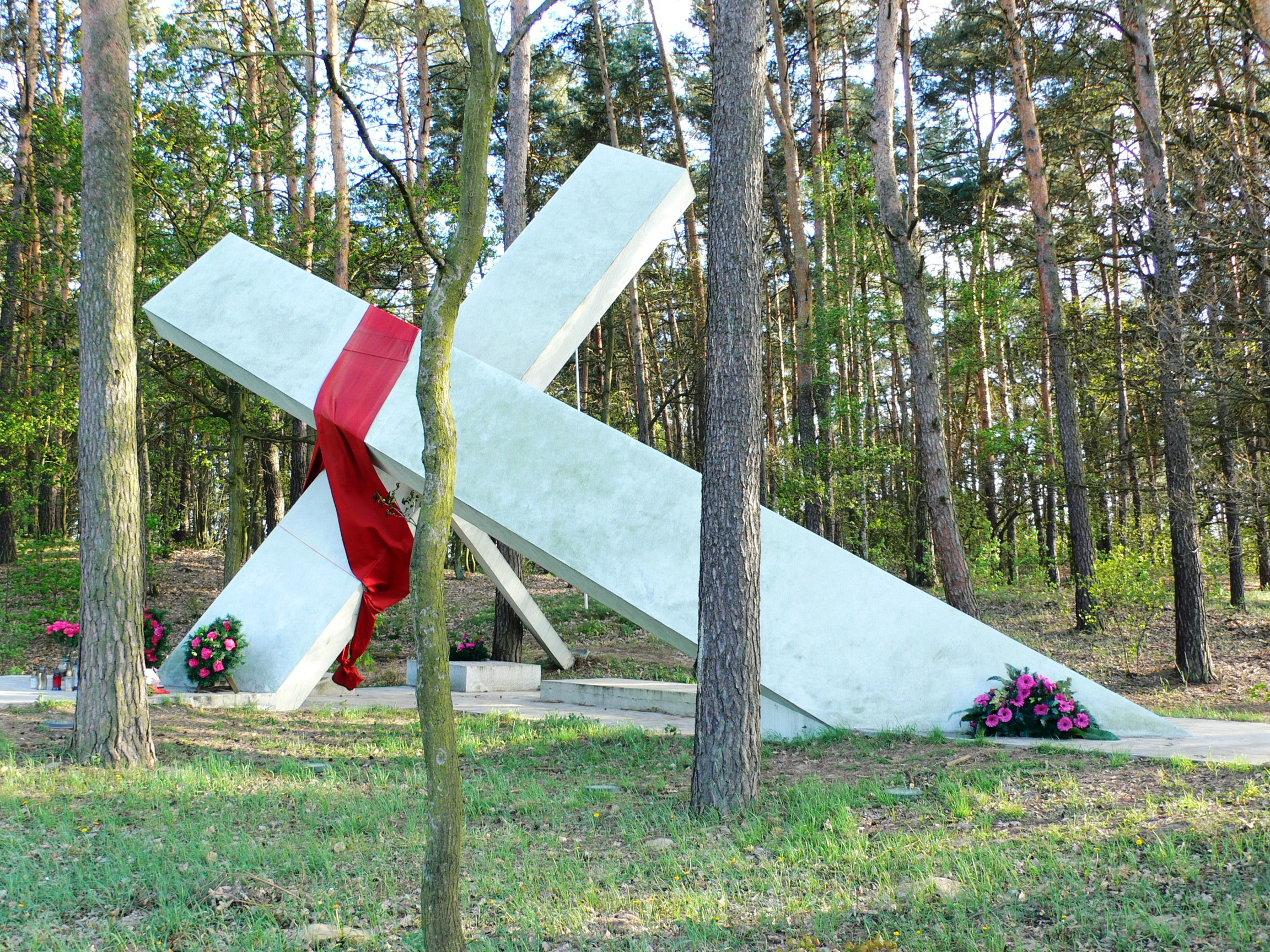
Górsk i pomnik upamiętniający porwanie ks. Popiełuszki

W latach 1990–1991 sprawą ks. Popiełuszki zajmował się prokurator Andrzej Witkowski, który ustalił, że 19 października 1984, oprócz grupy Piotrowskiego działała inna grupa, z Wojskowej Służby Wewnętrznej (sześciu funkcjonariuszy bydgoskiej WSW), którzy podczas przesłuchania kluczyli. Śledztwo prokuratora Witkowskiego wskazywało, że funkcjonariusze z bydgoskiej WSW będący po cywilnemu byli obecni w Górsku, gdzie doszło do porwania Popiełuszki. Funkcjonariusze Piotrowskiego wyprowadzili z golfa kierowcę (Chrostowskiego), posadzili go w swoim fiacie i założyli mu na ręce kajdanki. Natomiast funkcjonariusze inni niż grupa Piotrowskiego przeprowadzili ks. Popiełuszkę do innego pojazdu stojącego ok. 200 m dalej, przy bocznej drodze. Pojazdy dotarły do Torunia, już bez Chrostowskiego, ks.  Popiełuszko został pod mostem w Toruniu ciężko pobity i wtedy został przekazany funkcjonariuszom bydgoskiej WSW. Ci, jak zeznali Witkowskiemu, zawieźli Popiełuszkę do bunkra amunicyjnego w Kazuniu koło Nowego Dworu Mazowieckiego. Tam czekali na nich mężczyźni mówiący po rosyjsku. W drodze z Torunia do Kazunia za funkcjonariuszami WSW podążała nadal grupa Piotrowskiego, zaś w samym Kazuniu Piotrowski miał po raz kolejny ciężko pobić Popiełuszkę i na tym jego udział w sprawie miał się zakończyć. Co najmniej jeden z bydgoskich funkcjonariuszy WSW, którzy zeznawali przed Witkowskim w 1991 r., wymienił z nazwiska trzech ludzi, którzy (wraz ze wspomnianymi osobami mówiącymi po rosyjsku) przejęli Popiełuszkę w Kazuniu. Byli to trzej oficerowie WSW w Warszawie w stopniu pułkownika, kapitana i majora. 
Śledztwo Witkowskiego wskazało, że z dużym prawdopodobieństwem był to rejon Kazunia, gdzie księdza przetrzymywano przez kilka kolejnych dni w jednym ze starych bunkrów wojskowych przez drugą grupę operacyjną (grupa z kontrwywiadu lub wywiadu wojskowego, inna grupa operacyjna MSW?). Poszlaki wskazują także, że w dniach 20–25 października 1984 r. ksiądz mógł przebywać na terenie jednej z sowieckich jednostek w rejonie Kazunia, gdzie znajdowała się m.in. ekspozytura KGB lub według dziennikarza śledczego Wojciecha Sumlińskiego (pozyskał informację od Aleksandra Lichockiego) ks. Popiełuszko mógł być przetrzymywany w radzieckim batalionie pontonowym w Toruniu. 
W nocy 25 października 1984 r. ciało ks. Popiełuszki zostało wrzucone z tamy do Zalewu Wiślanego we Włocławku, a po raz pierwszy nieoficjalnie wydobyto księdza 26 października 1984 r. Oficjalnie zwłoki księdza wyłowiono 30 października 1984 r. i przewiezione do prosektorium Akademii Medycznej w Białymstoku. Według Witkowskiego ponowne zeznania żołnierzy WSW mogłyby okazać się kluczowe dla śledztwa. Jednak do przesłuchania nie doszło. W listopadzie 1991 r. został odsunięty od sprawy. Jego następca zamknął śledztwo i skierował do sądu akt oskarżenia przeciwko generałom Ciastoniowi i Płatkowi, którzy ostatecznie zostali uniewinnieni. W 2000 r. Witkowski znów stanął na czele grupy składającej się z prokuratorów i policjantów. Witkowskiego ustalenia śledztwa wskazują i potwierdza efekt pracy techników milicyjnych z roku 1984. Dokładne badania fiata, którego Piotrowski i jego grupa użyli do porwania Popiełuszki, nie wykazały w bagażniku ani krwi, ani potu, ani śladów butów. Wersja ta pozostaje w kręgu hipotez. W lutym 2004 r. jego wszystkie argumenty, dowody ponownie odrzucono. 13 października 2004 r. śledztwo przekazano prokuratorowi z IPN w Katowicach, po czym trafiły do IPN w Warszawie.

### Odniesienie profesor nauk prawnych do 19 października
Profesor nauk prawnych, karnistka Krystyna Daszkiewicz w 2004 r. w swojej publikacji Sprawa morderstwa księdza Jerzego Popiełuszki raz jeszcze wskazuje, że ks. Popiełuszko nie został dowieziony do Kazunia 19 października, ponieważ wówczas leżał martwy w Zalewie Wiślanym. Ponowne rozważanie tych okoliczności stało się konieczne ze względu na rozpowszechnianie rewelacji o rzekomej niewinności sprawców morderstwa ks. Jerzego Popiełuszki. Uprowadzonego 19 października 1984 r., przejęli rzekomo inni, dotąd nieznani sprawcy, i to oni dowieźli go do Kazunia, gdzie go torturowali, wreszcie pozbawili życia, zawieźli na tamę i tam pozbyli się zwłok. Wiele okoliczności ustalonych przez prokuratury i sądy wskazuje na to, że nowa wersja zbrodni jest niezgodna z prawdą i wręcz nieprawdopodobna. Wskazują na to nie tylko wyjaśnienia samych skazanych za nią prawomocnymi wyrokami („rzekomo niewinnych”) i nie tylko dowody rzeczowe, m.in. narzędzia zbrodni, którymi się posługiwali się nie jacyś „nieznani inni sprawcy”, ale Grzegorz Piotrowski, Leszek Pękala i Waldemar Chmielewski. 

### Kongregacja Spraw Kanonizacyjnych
Kongregacja Spraw Kanonizacyjnych w trakcie procesu beatyfikacyjnego ks. Popiełuszki (oficjalnie otwarto ten proces 8 lutego 1997 w kościele pw. św. Stanisława Kostki w Warszawie, a etap diecezjalny procesu zakończono dokładnie cztery lata później, ogłoszenie ks. Jerzego Popiełuszki błogosławionym Kościoła katolickiego odbyło się 6 czerwca 2010 w Warszawie na placu Piłsudskiego) za „jednoznaczną” uznała datę 19 października 1984 r. jako dzień śmierci. Sekcja zwłok ks. Popiełuszki wskazała, że jego śmierć nastąpiła jeszcze przed wrzuceniem ciała do wody. Istotną kwestią z punktu widzenia określenia daty śmierci okazała się analiza treści żołądkowej, z której wynikało, że proces trawienny musiał zatrzymać się w następstwie śmierci przed północą 19 października 1984 r..

### Stan na rok 2024/2025
Stan sprawy w październiku 2024 r. był następujący:  w sprawie porwania i zamordowania ks. Jerzego Popiełuszki śledztwo prowadził prokurator Mieczysław Góra z Oddziałowej Komisji Ścigania Zbrodni przeciwko Narodowi Polskiemu w Delegaturze Instytutu Pamięci Narodowej w Bydgoszczy (prokurator Mieczysław Góra w roku 2025 był prokuratorem Oddziałowej Komisji Ścigania Zbrodni przeciwko Narodowi Polskiemu w Gdańsku). Prokurator Góra wskazał, że na podstawie zebranego materiału dowodowego przebieg okoliczności śmierci ks. Popiełuszki był taki, jaki ustalono w czasie śledztwa w 1984 r.. W czerwcu 2025 r. prokurator Oddziałowej Komisji Ścigania Zbrodni przeciwko Narodowi Polskiemu w Gdańsku Mieczysław Góra przesłuchał byłego szefa Zarządu I (WSW/WSI) płk. w st. spocz. Aleksandra Lichockiego.